# Конвой HX 49
Конвой HX 49 (англ. Convoy HX 49) — конвой транспортних і допоміжних суден у супроводженні кораблів ескорту, який прямував від канадського Галіфаксу до Ліверпуля. Конвой серії HX був 49-й за ліком, і на маршруті руху його атакували німецькі підводні човни. Унаслідок нападу ворожих субмарин три з 50 суден були затоплені, ще одне судно, що відокремилося від основних сил конвою й прямувало до Ла-Корунья, також затопив німецький U-Boot.

## Історія
Конвой HX 49 складався з двох частин, що прямували до берегів Європи з Америки. Основна частина з 26 суден вирушила з Галіфакса 9 червня 1940 року разом із кораблями, зібраними зі східного узбережжя США; його очолив комодор конвою віцеадмірал Л. Д. Маккіннон Р. Н. на пароплаві «Еврібейтс». Його супроводжував океанський ескорт, озброєний торговий крейсер «Аузонія» і місцевий ескорт з двох есмінців Королівського флоту Канади.
13 червня до конвою приєднався BHX 49, 24 судна, що прямували з Карибського басейну та Південної Америки, які зосередилися спочатку на Бермудських островах і вирушили туди 8 червня в супроводі допоміжного озброєного судна «Раджпутана» та місцевого ескорту.
Проти HX 49 діяли підводні човни німецького військово-морського флоту, які патрулювали південно-західні підходи Британії. Коли 21 червня 1940 року було встановлено контакт, на шляху руху конвою було п'ять підводних човнів.
20 червня на посилення ескорту конвою HX 49 прибули кораблі Командування Західних підходів; шлюпи «Сендвіч», що супроводжував вихідний OB 169, і «Фої» — OA 169 відповідно. Під час переходу два судна відстали від конвою; обидва прибули благополучно. Третє, Moordrecht, був відправлений до порту Ла-Корунья в нейтральній Іспанії: 20 червня його виявив і атакував U-48.
Наступного вечора U-47 вийшов на конвой HX 49 приблизно в 50 милях на південь від острова Клір-Айленд. Командир, Гюнтер Прін, увірвався в середину конвою і потопив танкер San Fernando. Потім підводному човну довелося різко зануритися, щоб уникнути наїзду вантажного судна, але напад спровокував розсіювання суден конвою. Пізніше тієї ночі німці затопили ще два судна; U-30 — Randsfjord та U-32 — Eli Knudsen.
На світанку 22 червня два шлюпи почали збирати кораблі разом, і HX 49 продовжив рух далі без втрат. Основна частина прибула до Ліверпуля 24 червня.

## Кораблі та судна конвою HX 49
Позначення

### Транспортні судна
| Назва                       | Прапор              | Тоннажність (GRT) | Вантаж                                     | Прим.                                                      |
| --------------------------- | ------------------- | ----------------- | ------------------------------------------ | ---------------------------------------------------------- |
| Anglo Indian (1938)         | Велика Британія     | 5 609             | зерно                                      |                                                            |
| Appledore (1929)            | Велика Британія     | 5 218             | брухт                                      |                                                            |
| Athelfoam (1931)            | Велика Британія     | 6 554             | меляса                                     |                                                            |
| Athellaird (1930)           | Велика Британія     | 8 999             | меляса                                     |                                                            |
| Augvald (1920)              | Норвегія            | 4 811             | генеральні вантажі                         |                                                            |
| Barrdale (1925)             | Велика Британія     | 5 072             | брухт                                      |                                                            |
| British Fidelity (1938)     | Велика Британія     | 8 465             | бензин, газолін                            |                                                            |
| British Sincerity (1939)    | Велика Британія     | 8 538             | газолін                                    |                                                            |
| C. J. Barkdull (1917)       | Панама              | 6 773             | сира нафта                                 |                                                            |
| Cadillac (1917)             | Велика Британія     | 12 062            | газолін, керосин                           |                                                            |
| Campus (1925)               | Велика Британія     | 3 667             | рудничний матеріал                         |                                                            |
| Charles F. Meyer (1938)     | Велика Британія     | 10 516            | бензин                                     |                                                            |
| Collegian (1923)            | Велика Британія     | 7 886             | генеральні вантажі                         |                                                            |
| Confield (1940)             | Велика Британія     | 4 956             | цукор                                      |                                                            |
| Cromarty (1936)             | Велика Британія     | 4 974             | пиломатеріали, метал                       |                                                            |
| Director (1926)             | Велика Британія     | 5 107             | генеральні вантажі                         |                                                            |
| Eli Knudsen (1925)          | Норвегія            | 9 026             | 1300 тонн дизельного палива та мастил      | 22 червня танкер потоплений U-32                           |
| Endicott (1919)             | Велика Британія     | 6 319             | брухт, генеральні вантажі                  |                                                            |
| Eurybates (1928)            | Велика Британія     | 6 276             | сталь, генеральні вантажі                  |                                                            |
| Eurylochus (1912)           | Велика Британія     | 5 723             | сталь, генеральні вантажі                  |                                                            |
| Gallia (1939)               | Норвегія            | 9 974             | дизельне паливо                            |                                                            |
| Glarona (1928)              | Норвегія            | 9 912             | нафтопродукти                              |                                                            |
| Harmonic (1930)             | Велика Британія     | 4 558             | лісоматеріали                              |                                                            |
| Hektoria (1899)             | Велика Британія     | 13 797            | мазут                                      |                                                            |
| Jean L-D (1935)             | Велика Британія     | 5 795             | мідь, цинк                                 |                                                            |
| Jhelum (1936)               | Велика Британія     | 4 038             | пиломатеріали, бавовна                     |                                                            |
| Luculus (1929)              | Велика Британія     | 6 546             | пиломатеріали, мастила                     |                                                            |
| Moordrecht (1930)           | Нідерланди          | 7 493             | 10 200 тонн корабельного палива            | 20 червня голландський танкер потоплений німецьким ПЧ U-48 |
| Mount Pelion (1917)         | Грецьке королівство | 5 655             | пшениця                                    |                                                            |
| Nellie (1913)               | Грецьке королівство | 4 826             | газетний папір                             |                                                            |
| Nevada (1918)               | Франція             | 5 693             | коні, генеральні вантажі                   |                                                            |
| New Westminster City (1929) | Велика Британія     | 4 747             | сталь, пиломатеріали                       |                                                            |
| «Осмуссар» (1909)           | СРСР                | 2 229             | пиломатеріали                              |                                                            |
| Point Lobos (1919)          | Панама              | 4 802             | газетний папір                             |                                                            |
| Port Huon (1927)            | Велика Британія     | 8 432             | шерсть, заморожені продукти                |                                                            |
| R. J. Cullen (1919)         | Канада              | 6 993             | газетний папір                             |                                                            |
| Randsfjord (1937)           | Норвегія            | 3 999             | пшениця, генеральні вантажі                | 22 червня норвезьке судно потоплене німецьким ПЧ U-30      |
| Regent Lion (1937)          | Велика Британія     | 9 551             | авіаційний гас                             |                                                            |
| San Felipe (1919)           | Велика Британія     | 5 918             | залізо, ліс                                |                                                            |
| San Fernando (1937)         | Велика Британія     | 13 056            | 13 500 тонн сирої нафти і 4200 тонн мазуту | 21 червня танкер потоплений ПЧ U-47                        |
| Sheaf Mount (1924)          | Велика Британія     | 5 017             | брухт                                      |                                                            |
| Snar (1920)                 | Норвегія            | 3 176             | брухт                                      |                                                            |
| Solarium (1936)             | Велика Британія     | 6 239             | бензин                                     |                                                            |
| Stakesby (1930)             | Велика Британія     | 3 900             | лісоматеріали                              |                                                            |
| Strinda (1937)              | Норвегія            | 10 973            | мазут                                      |                                                            |
| Suderholm (1917)            | Норвегія            | 4 908             | мазут                                      |                                                            |
| Thalia (1917)               | Грецьке королівство | 5 875             | свинець, пиломатеріали                     |                                                            |
| Torborg (1921)              | Норвегія            | 6 042             | сира нафта                                 |                                                            |
| Tregenna (1919)             | Велика Британія     | 5 242             | сталь                                      |                                                            |
| Tremoda (1928)              | Велика Британія     | 4 736             | зерно                                      |                                                            |

### Кораблі ескорту
| Назва        | Прапор                        | Тип корабля            | Прим.        |
| ------------ | ----------------------------- | ---------------------- | ------------ |
| «Ассінібойн» | Військово-морські сили Канади | Есмінець типу «Рівер»  | 9-10 червня  |
| «Аузонія»    | Велика Британія               | допоміжний крейсер     | 10-20 червня |
| «Фої»        | Велика Британія               | Шлюп типу «Шоргам»     | 20-23 червня |
| «Сагне»      | Військово-морські сили Канади | Есмінець типу «Рівер»  | 9-10 червня  |
| «Сендвіч»    | Велика Британія               | Шлюп типу «Бріджвотер» | 20-24 червня |

## Підводні човни Крігсмаріне, що брали участь в атаці на конвой
| Назва | Тип   | Командир                              | Результати атаки                                                    | Прим. |
| ----- | ----- | ------------------------------------- | ------------------------------------------------------------------- | ----- |
| U-30  | VII A | капітан-лейтенант Фріц-Юліус Лемп     | 22 червня 1940 року потопив норвезьке суховантажне судно Randsfjord |       |
| U-32  | VII A | оберлейтенант-цур-зее Ганс Єніш       | 22 червня 1940 року потопив норвезький танкер Eli Knudsen           |       |
| U-47  | VII B | капітан-лейтенант Гюнтер Прін         | 22 червня 1940 року потопив британський танкер San Fernando         |       |
| U-48  | VII B | капітан-лейтенант Ганс-Рудольф Резінг | 20 червня 1940 року потопив голландський танкер Moordrecht          |       |